# دورة ألعاب غرب آسيا
دورة ألعاب غرب آسيا كان حدث متعدد الرياضات يعقد كل 4 سنوات لبلدان غرب آسيا، تضم دورة الألعاب في الوقت الحاضر ثلاثة عشر عضوًا البحرين، وإيران، والعراق، والأردن، والكويت، ولبنان، وسلطنة عمان، وفلسطين، وقطر، والسعودية، وسوريا، والإمارات العربية المتحدة، واليمن.
نظمت دورة ألعاب غرب آسيا لأول مرة في العاصمة الإيرانية طهران وأدى نجاحها إلى إنشاء اتحاد ألعاب غرب آسيا (WAGF) واستضافة الألعاب كل أربع سنوات.
ألعاب غرب آسيا هي أحدث الألعاب الإقليمية الخمسة للمجلس الأولمبي الآسيوي (OCA). والأربعة الألعاب الأخرى هي الألعاب الآسيوية الأوسطية ‏ ودورة ألعاب شرق آسيا وألعاب جنوب آسيا ‏ ودورة ألعاب جنوب شرق آسيا.

## قائمة ألعاب غرب آسيا
| النسخة                   | السنة | المدينة المضيفة | البلد المضيف | تاريخ البدء | تاريخ الختام | البلدات | الرياضيين | الرياضات | الأحداث | Top Placed Team |
| ------------------------ | ----- | --------------- | ------------ | ----------- | ------------ | ------- | --------- | -------- | ------- | --------------- |
| دورة ألعاب غرب آسيا 1997 | 1997  | طهران           | إيران        | 19 نوفمبر   | 28 نوفمبر    | 10      | 850       | 11       | 134     | إيران (IRI)     |
| II                       | 2002  | مدينة الكويت    | الكويت       | 3 أبريل     | 12 أبريل     | 12      | 970       | 9        | 70      | الكويت (KUW)    |
| III                      | 2005  | الدوحة          | قطر          | 1 ديسمبر    | 10 ديسمبر    | 13      | 1,200     | 11       | 118     | قطر (QAT)       |

## جدول الميداليات لدورة الألعاب الآسيوية الغربية
*   البلد المضيف (مضيف)
| المرتبة | فريق                           | ذهبية | فضية | برونزية | المجموع |
| ------- | ------------------------------ | ----- | ---- | ------- | ------- |
| 1       | إيران (IRI)                    | 92    | 73   | 88      | 253     |
| 2       | الكويت (KUW)                   | 71    | 59   | 57      | 187     |
| 3       | سوريا (SYR)                    | 44    | 46   | 49      | 139     |
| 4       | قطر (QAT)                      | 37    | 33   | 33      | 103     |
| 5       | قيرغيزستان (KGZ)               | 26    | 15   | 16      | 57      |
| 6       | السعودية (KSA)                 | 15    | 16   | 21      | 52      |
| 7       | الأردن (JOR)                   | 7     | 17   | 20      | 44      |
| 8       | الإمارات العربية المتحدة (UAE) | 7     | 10   | 11      | 28      |
| 9       | لبنان (LIB)                    | 7     | 9    | 10      | 26      |
| 10      | تركمانستان (TKM)               | 5     | 13   | 30      | 48      |
| 11      | طاجيكستان (TJK)                | 3     | 11   | 19      | 33      |
| 12      | البحرين (BRN)                  | 3     | 2    | 4       | 9       |
| 13      | اليمن (YEM)                    | 3     | 1    | 3       | 7       |
| 14      | العراق (IRQ)                   | 2     | 1    | 7       | 10      |
| 15      | عمان (OMA)                     | 0     | 5    | 6       | 11      |
| 16      | فلسطين (PLE)                   | 0     | 0    | 0       | 0       |
| المجموع | المجموع                        | 322   | 311  | 374     | 1007    |

## الرياضات

### كرة السلة
| السنة | المضيف               |          | الترتيب النهائي | الترتيب النهائي | الترتيب النهائي            | الترتيب النهائي |
| السنة | المضيف               | الفائزون | المركز الثاني   | المركز الثالث   | المركز الرابع              |                 |
| 1997  | طهران، إيران         | · إيران  | · تركمانستان    | Fath Club       | إيران                      |                 |
| 2002  | مدينة الكويت، الكويت | · الكويت | · قطر           | · سوريا         | · الإمارات العربية المتحدة |                 |
| 2005  | الدوحة، قطر          | · قطر    | · سوريا         | · الأردن        | · الكويت                   |                 |

### كرة القدم
| السنة       | المضيف               |          | الترتيب النهائي | الترتيب النهائي | الترتيب النهائي | الترتيب النهائي |
| السنة       | المضيف               | الفائزون | المركز الثاني   | المركز الثالث   | المركز الرابع   |                 |
| 1997 تفاصيل | طهران، إيران         | · إيران  | · سوريا         | · الكويت        | · طاجيكستان     |                 |
| 2002 تفاصيل | مدينة الكويت، الكويت | · الكويت | · إيران         | · سوريا         | · فلسطين        |                 |
| 2005 تفاصيل | الدوحة، قطر          | · العراق | · سوريا         | · إيران         | · السعودية      |                 |

### كرة اليد
| السنة | المضيف               |          | الترتيب النهائي | الترتيب النهائي            | الترتيب النهائي | الترتيب النهائي |
| السنة | المضيف               | الفائزون | المركز الثاني   | المركز الثالث              | المركز الرابع   |                 |
| 2002  | مدينة الكويت، الكويت | · الكويت | · سوريا         | · الإمارات العربية المتحدة | · إيران         |                 |
| 2005  | الدوحة، قطر          | · الكويت | · إيران         | · السعودية                 | · سوريا         |                 |

### الكرة الطائرة
| السنة | المضيف      |          | الترتيب النهائي | الترتيب النهائي | الترتيب النهائي | الترتيب النهائي |
| السنة | المضيف      | الفائزون | المركز الثاني   | المركز الثالث   | المركز الرابع   |                 |
| 2005  | الدوحة، قطر | · قطر    | · إيران         | · البحرين       | · الكويت        |                 |